# Effingham Lake
Effingham Lake är en sjö i Kanada.   Den ligger i provinsen British Columbia, i den sydvästra delen av landet, 3 700 km väster om huvudstaden Ottawa. Effingham Lake ligger 362 meter över havet. Arean är 0,25 kvadratkilometer. Den sträcker sig 0,6 kilometer i nord-sydlig riktning, och 0,7 kilometer i öst-västlig riktning.
I omgivningarna runt Effingham Lake växer i huvudsak barrskog. Trakten runt Effingham Lake är nära nog obefolkad, med mindre än två invånare per kvadratkilometer.